# Микроскопия медленных электронов
Микроскопия медленных электронов (англ. low-energy electron microscopy, LEEM) — вид микроскопии, в которой для формирования изображения поверхности твердого тела используют упруго отражённые электроны низких энергий.

## Описание

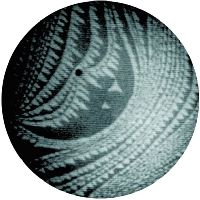
Изображение в микроскопе медленных электронов фазового перехода от реконструкции 7×7 к реконструкции 1×1 на поверхности Si(111). Фаза 7×7 (светлые участки) декорирует атомные ступени, тогда как поверхность террас в основном покрыта структурой 1×1 (тёмные участки). Размер поля изображения 5 мкм.

Микроскопия медленных электронов была изобретена Э. Бауэром в начале 1960-х годов и стала достаточно широко использоваться в исследованиях поверхности, начиная с 1980-х годов. В микроскопе первичные электроны низких энергий (обычно до 100 эВ) попадают на исследуемую поверхность, а отражённые электроны используются для формирования фокусированного увеличенного изображения поверхности. Пространственное разрешение такого микроскопа составляет до десятков нанометров. Контраст изображения обусловлен вариацией отражательной способности поверхности по отношению к медленным электронам из-за различия в ориентации кристалла, поверхностной реконструкции, покрытия поверхности адсорбатом. Так как микроскопические изображения могут быть получены очень быстро, микроскопия медленных электронов часто используется для изучения динамических процессов на поверхности, таких, как рост тонких плёнок, травление, адсорбция и фазовые переходы в реальном масштабе времени.

## Ссылка
При написании этой статьи использовался материал из распространяющейся по лицензии Creative Commons BY-SA 3.0 Unported статьи:

Зотов Андрей Вадимович, Саранин Александр Александрович. Микроскопия медленных электронов // Словарь нанотехнологических терминов.